# Стиляги из Москвы
Стиля́ги из Москвы́ — шестой официальный альбом группы «Браво», записанный в 1990 и выпущенный в 1991 году. Это первый альбом коллектива, записанный с новым солистом коллектива Валерием Сюткиным, а также один из наиболее успешных и продаваемых альбомов в истории группы. Песни «Вася», «Король Оранжевое Лето», «Мне грустно и легко», «Я то, что надо» и «Добрый вечер, Москва» являлись всесоюзными хитами.
Альбом прозвучал в эфире радиопередачи «Летопись» на Нашем радио в 2003 году и лёг в основу книги «Наша музыка. История русского рока, рассказанная им самим», написанной сценаристом программы Антоном Черниным.

## Об альбоме
Помимо наличия нового фронтмена группы, альбом стал также дебютом для обновлённого состава. По сути, он представляет собой сборник песен, сочинённых группой после ухода Жанны Агузаровой. Так, например, «Король „Оранжевое лето“» была записана группой ещё в 1986 году с вокалом Анны Салминой. Другая же композиция — «Чёрный кот» — ранее записывалась для второго магнитоальбома, выпущенного в 1985 году. Песни «Звёздный шейк», «Мне грустно и легко», «Скорый поезд» и «Добрый вечер, Москва», а также инструментальная композиция «На танцплощадке» ранее были записаны для магнитоальбома «Скажем мы друг другу „Браво!“» с участием Евгения Осина, куда также входили две ранее упомянутые композиции в новых аранжировках. «Добрый вечер, Москва» и «Мне грустно и легко» успели стать хитами ещё в исполнении Осина, и к ним уже были сняты видеоклипы.
Таким образом, новыми песнями альбома стали «Вася», «Девчонка 16-ти лет», «Держись, пижон» и авторское произведение Сюткина «Я то, что надо». На первые две и последнюю композиции были сняты видеоклипы.
С песней «Вася» связана история: когда Евгений Хавтан попросил Сюткина написать на мелодию текст, возникла проблема с именем героя — первый настаивал на том, что оно должно быть вычурным и предлагал вариант «Эдик», однако Сюткин и бас-гитарист Сергей Лапин предлагали сыграть на контрасте и дать герою имя попроще. После долгих прений решено было оставить имя Вася.
Дизайн обложки, вероятно, отсылает к оформлению альбома One Step Beyond… группы Madness.

## Список композиций
| №  | Название                  | Автор(ы)                        | Длительность |
| -- | ------------------------- | ------------------------------- | ------------ |
| 1. | «Король „Оранжевое лето“» | Евгений Хавтан, Вадим Степанцов | 3:35         |
| 2. | «Звёздный шейк»           | Хавтан, Евгений Осин            | 3:04         |
| 3. | «Вася»                    | Хавтан, Валерий Сюткин          | 3:13         |
| 4. | «Скорый поезд»            | Хавтан, Александр Олейник       | 3:33         |
| 5. | «Мне грустно и легко»     | Хавтан, Степанцов               | 3:07         |

| №  | Название               | Автор(ы)                     | Длительность |
| -- | ---------------------- | ---------------------------- | ------------ |
| 1. | «Добрый вечер, Москва» | Хавтан, Степанцов            | 2:51         |
| 2. | «Девчонка 16-ти лет»   | Хавтан, Сюткин               | 3:14         |
| 3. | «Я то, что надо»       | Сюткин                       | 3:51         |
| 4. | «Держись, пижон»       | Хавтан, Сюткин               | 2:14         |
| 5. | «Чёрный кот»           | Юрий Саульский, Михаил Танич | 2:46         |
| 6. | «На танцплощадке»      | Хавтан                       | 1:51         |

| №   | Название                                       | Автор(ы)                | Длительность |
| --- | ---------------------------------------------- | ----------------------- | ------------ |
| 12. | «Ленинградский рок-н-ролл» (концертная запись) | Хавтан, Жанна Агузарова | 2:59         |
| 13. | «Гангстер любви» (концертная запись)           | Хавтан, Сюткин          | 4:24         |
| 14. | «Король курорта»                               | Хавтан, Степанцов       | 2:28         |

## Участники записи
- Евгений Хавтан — гитара.
- Валерий Сюткин — вокал, гитара, перкуссия.
- Игорь Данилкин — ударные.
- Сергей Лапин — бас-гитара.
- Алексей Иванов — саксофон.
- Сергей Бушкевич — труба.

## Кавер-версии
- Песню «Вася» исполняли группы Billy's Band[4], Александр Пушной[5] и группа «Каста» (в их варианте песня называлась «Какой-то Вася» и текст был слегка изменён)[6].

Причем Александр Пушной делал немного разные варианты кавера на песню Вася. Самая последняя версия была записана при помощи 8-и струнной гитары, но впоследствии была удалена по просьбе правообладателя.